# エルンスト・アーダルベルト・フォン・ハラハ
エルンスト・アーダルベルト・フォン・ハラハ（Ernst Adalbert von Harrach, 1598年11月4日 - 1667年10月25日）は、オーストリアの貴族、聖職者。枢機卿、プラハ大司教、トリエント司教を務めた。3人のボヘミア王と2人のボヘミア王妃の戴冠式を執り行った。

## 生涯
神聖ローマ皇帝フェルディナント2世の側近カール・フォン・ハラハ伯爵の三男として生まれた。ケーニヒグレーツ（現在のフラデツ・クラーロヴェー）のイエズス会中等教育学校で学んだあと、ローマのドイツ人神学校（Collegio Teutonico）に移った。教皇グレゴリウス15世の侍従、秘書を務めた後、1622年にプラハ大司教ヤン・ロヘリウス（Jan Lohelius）が死ぬと、その後継者に指名される。1626年1月19日、教皇ウルバヌス8世によって正式にプラハ大司教に任命された。1644年には、サンタ・プラッサーデ教会（Santa Prassede）を名義聖堂とする司祭枢機卿に叙階された。
任地のボヘミアではカトリック教会の有能で精力的な代表者として、対抗宗教改革を推進した。ハラハは主家であるハプスブルク家の皇帝や大公達とは違い、プロテスタント信徒たちを排除する政策はとらず、プロテスタントを再教育してカトリック信仰に回帰させる路線を採った。ハラハの時代に、ボヘミアの聖職者数と信者数はともに増加を続けた。1631年にプラハに大司教座神学校を設立して聖職者養成に尽力し、1655年にライトメリーツ司教区（Bistum Leitmeritz）、1664年にケーニヒグレーツ司教区（Bistum Königgrätz）をそれぞれ大司教管区内に設置した。同時に多くの教会や司祭館を建設させた。聖職者の不足を補うため、ハラハはマイセンからフランシスコ会、ピアリスト会、ミニミ会など多くの修道会をボヘミアに誘致した。
こうした努力にもかかわらず、相変わらずプロテスタントの反抗は収まらなかったため、ハラハは時として皇帝の軍隊などの世俗の軍事力に頼って改革を進めねばならなかった。ハラハは当初の路線を変え、強制的なボヘミアの再カトリック化に協力することになった。